# تپه قلعه داشی
تپه قلعه داشی مربوط به سدهٔ ۶ تا ۸ ه.ق است و در شهرستان تکاب، بخش مرکزی، دهستان انصار، روستای آی قلعه سی واقع شده و این اثر در تاریخ ۷ اسفند ۱۳۸۵ با شمارهٔ ثبت ۱۷۶۴۶ به‌عنوان یکی از آثار ملی ایران به ثبت رسیده‌است.